# Anthurium gladiifolium
Anthurium gladiifolium är en kallaväxtart som beskrevs av Heinrich Wilhelm Schott. Anthurium gladiifolium ingår i släktet Anthurium och familjen kallaväxter. Inga underarter finns listade.